# الساحة التذكارية للمحاربين القدامى في ستار
الساحة التذكارية للمحاربين القدامى في ستار (بالإنجليزية: VyStar Veterans Memorial Arena) هي ساحة متعددة الأغراض تقع في جاكسونفيل، فلوريدا.